# Hlothhere
Hlothhere (overleden 6 februari 685) was koning van Kent van 673 tot aan zijn dood. Hij was een zoon van koning Eorcenberht en volgde zijn broer Egbert I op.
In 684 viel Hlothheres neef Eadric (zoon van Egbert I) met steun vanuit Sussex Kent binnen, en dwong Hlothhere tot een gezamenlijk koningschap. Hlothhere stierf een jaar later, Eadric het daaropvolgende jaar, waarna een periode van crisis in Kent volgde.
- Gemeinsame Normdatei: 102419493
- Virtual International Authority File: 10236933